# Albstadt
Albstadt er en lille by i den tyske delstat Baden-Württemberg. Albstadt har omkring 46.000 indbyggere. Lautingen er en del af Albstadt 5 km længere vest for centrum af Albstadt og har omkring 2.000 indbyggere. Albstadt ligger ved udkanten af Schwaben i landskabsplateauet Schwäbische Alb, cirka halvvejs mellem Stuttgart og Bodensøen.
I bydelen Lautingen er der et mindekapel for brødrene Claus og Berthold von Stauffenberg som var centrale i 20. juli-attentatet 1944 mod Adolf Hitler ved familiens gods som ligger her.